# Falco
Falco, občanským jménem Johann Hölzel (19. února 1957 Vídeň, Rakousko – 6. února 1998 Puerto Plata, Dominikánská republika), byl jedním z nejvýznamnějších umělců rakouské pop-music 80. a 90. let 20. století, který jako první německy zpívající zpěvák dosáhl prvního místa v US-Billboard-Charts. Za jeho života bylo prodáno přibližně 60 milionů nosičů s jeho nahrávkami.

## Život a dílo
Hans Hölzel se narodil 19. února 1957 ve Vídni–Margaretenu jako jediné z trojčat, které přežilo komplikovaný porod. Jeho matka Maria Hölzel byla v té době zaměstnána v Městských prádelnách, otec Alois Hölzel byl nekvalifikovaným dělníkem.
Rodiče si velmi brzy všimli Hansova hudebního talentu. Na jeho čtvrté narozeniny mu koupili klavír a zapsali jej na hodiny hudby k učitelce Marii Bodemové, která brzy potvrdila domněnku rodičů. Nedlouho poté profesor vídeňské akademie nazval Hanse „malým Mozartem“. V roce 1962 dostal Hans od své babičky gramofon, oblíbenými zpěváky byli pro něj Cliff Richard, Elvis Presley i skupina The Beatles.
V roce 1963 začal Hans Hölzel chodit do základní katolické školy Schule für Piaristen, kde již v prosinci vystoupil při sváteční slavnosti poprvé veřejně. Byla to skladba „Na krásném modrém Dunaji“. Jako přídavek hrál „Vídeňskou krev“, kterou o mnoho let později uvedl jako titul jedné ze svých písní a zilustroval ji videoklipem, označovaným za „krvavý“. Od roku 1967 navštěvoval vídeňské reálné gymnázium – Rainer Gymnasium.

### Začátky
V roce 1968 odešel Hansův otec Alois Hölzel od rodiny a od té doby Hanse vychovávaly jen dvě ženy – maminka a babička a spolu s nimi sousedka, kterou měl Hans velmi rád a nazýval ji „Schlintzi”. Ve věku 16 let Johann Hölzel opustil školu. Při výkonu vojenské služby se naučil hrát na baskytaru. Nějakou dobu se pak živil různými způsoby, také si koupil svoji první basovou kytaru a jako baskytarista začal vystupovat se skupinou Umspannwerk. Mimo to více než tři semestry navštěvoval Vídeňskou jazzovou konzervatoř.
V roce 1977 odjel do Západního Berlína na zkušenou, aby zde následoval svůj vzor – Davida Bowieho. Zůstal tam přes rok a hrál tam v různých rockových kapelách. Po návratu do Vídně začal vystupovat ve skupině Hallucination Company, tak zvaném „rockovém divadle“.
V té době se také přejmenoval na Falco. Bylo to na počest východoněmeckého skokana na lyžích Falka Weisspfloga, jehož viděl v pořadu Turné čtyř můstků – Vierschanzentournée. Písmeno „k“ změnil ve jméně na „c“ proto, aby bylo světově přístupné a atraktivnější. Nedlouho poté pozval Dr. Stefan Weber, lídr kultovního anarchistického rockového divadla Drahdiwaberl, ke spolupráci několik hudebníků z Hallucination Company a mezi nimi i Falca.

### První alba
V roce 1979 Falco nahrál svůj první sólo singl „Chance to Dance“, který se však dočkal svého vydání až 9 let po jeho smrti, a to pod titulem „Falco's 1. – Chance to Dance/Summer“.
Jeho prvním krokem k úspěchu byla píseň „Ganz Wien“ v anglické verzi „That Scene“, k níž složil text i hudbu. Byla to satira na jev narkomanie. Tato píseň byla zpočátku hrána jako znělka na koncertech Drahdiwaberl, ale již v roce 1980 se stala hitem.

### Průlom – Falco na mezinárodní hudební scéně (1981–1984)
Falco tak přilákal pozornost Markuse Spiegela, tehdejšího ředitele vydavatelství GIG Records, který s ním podepsal smlouvu jako se sólistou a představil jej skladateli Robertu Pongerovi. Spolupráce Falca s Robertem Pongerem měla nejprve úspěch se singlem „Der Kommissar“, který se stal hitem Neue Deutsche Welle a v nákladu 7 milionů exemplářů obletěl svět.
Dalším velkým úspěchem bylo v roce 1982 Falcovo první album Einzelhaft, které udělalo z 25letého umělce mezinárodní hvězdu a milionáře. Bohužel pro tak příliš citlivého umělce, jakým byl Falco, znamenal tak náhlý úspěch především stres a obavy, že se mu znovu nepodaří dosáhnout vytčeného cíle a on rychle upadne v zapomnění. V té době začaly jeho první problémy s alkoholem.
Tyto obavy se potvrdily při vydání dalšího alba Junge Roemer – v porovnání s předchozím nebylo zdaleka tak úspěšné, přesto je obecně považováno za kultovní. Toto album, jehož producentem byl rovněž Robert Ponger, bylo vydáno v roce 1984 a v Německu se prodalo 120 000 nosičů. V Rakousku dostal Falco Zlatou desku (Goldene Platte) za počet prodaných nosičů.
V roce 1984 Falco také nazpíval s TV-hvězdou Désirée Nosbusch duet pod názvem „Kann es Liebe sein?“ s cílem zvýšit počet prodaných desek. Tato píseň byla také součástí alba Junge Roemer, avšak zde ji Falco zpívá sám.
Historickou událostí v německy zpívaném popu pak byla pro televizi zfilmovaná kompletní verze alba Junge Roemer. Tato televizní videoshow nesla název Helden von Heute – Die Show a její některé části byly točeny mimo jiné i v Chelsea Hotel. Falco je označován za jednoho z prvních tvůrců v éře vzniku dnes tolik rozšířených videí.
V roce 1985 ukončil Falco spolupráci s Robertem Pongerem a začal spolupracovat s producentským duem – bratry Bollandovými. Tehdejší popularita Formanova filmu Amadeus byla Falcovi inspirací k napsání písně ukazující postavu Mozarta z úplně nového pohledu. Hudbu zkomponovali Rob a Ferdi Bollandovi – a byla to trefa do černého. Píseň „Rock Me Amadeus“ okamžitě ovládla žebříčky hitparád v Rakousku a Německu, o něco později se stala také číslem jedna ve Velké Británii a v březnu 1986 se Falco jako první německy zpívající umělec probojoval na první místo americké hitparády.
Další singl z alba Falco 3 (1985) – „Vienna Calling” postoupil na 18. místo a celé album se dostalo na třetí místo amerických Charts. Dalším velkým úspěchem, i když už ne ve světovém měřítku, byla píseň „Jeanny” – ta byla v té době bojkotována radiostanicemi a televizními kanály kvůli propagaci násilí a stala se v roce 1986 v Německu největším skandálem roku, avšak také největším hitem toho roku.

### Koncerty a turné
25. května 1985 Falco pořádá svůj první významnější koncert. Je to ve Vídni na Radničním náměstí (Rathausplatz) při vídeňských slavnostech Festwochen. Na podzim roku 1985 startuje pak svoje první velké turné a Wiener Stadthalle je 31. října 1985 vyprodaná do posledního místa.
V létě 1985, v době kdy píseň „Rock Me Amadeus“ slavila první úspěchy, se Johann Hölzel seznámil v Grazu se svojí pozdější ženou Isabellou Vitkovic, která byla ještě v té době provdaná za jiného muže. I přes to se z nich stal pár a Isabella brzy zjistila, že je v jiném stavu. 13. března roku 1986 se narodila dcera Katharina Bianca Vitkovic. Falco doufal, že dítě vnese do jeho života klid a stabilizaci. Věnoval Katharině svoje album Emotional, na němž byla již pod názvem „Coming Home“ uvedena píseň „Jeanny, Part 2 – Ein Jahr danach“ a dvě další písně, které se brzy staly hity – „Emotional“ a „Sound of Musik“.

### Cesta zpět – neúspěchy
Koncem roku 1987 nazpíval Falco společně s Brigitte Nielsen singl „Body Next to Body“, avšak tento společný počin neskončil uměleckým úspěchem, ale pouze krátkodobým flirtem mezi Falcem a Brigitte Nielsen.
Také další album Wiener Blut, na jehož vydání spolupracovalo duo producentů Mende/de Rouge a bratři Bollandové, nevzbudilo patřičný zájem. Bylo zrušeno koncertní turné Falca, plánované na rok 1988. K této sérii neúspěchů se přiřadil ještě velmi tichý sňatek Falca s Isabellou Vitkovic v Las Vegas, o němž nevěděla ani Falcova matka. Falco se sice nechal slyšet, že to udělal pro dobro dítěte, ale byl to krok nepřirozený, a Falco a Isabella se již po 309 dnech manželství po oboustranné dohodě rozvedli.
V roce 1990 Falco, opět společně s Robertem Pongerem, vydavatelem prvních dvou alb, vydává album Data de Groove které kromě toho (nebo právě proto), že bylo značně novátorské, bylo absolutním propadákem.

### Comeback
Teprve album Nachtflug vydané v roce 1992 bylo oceněno, avšak jeho úspěch se nemohl rovnat úspěchu předchozích alb. Byl to ale návrat ve skutečně dobrém stylu. Singl „Titanic“ se pak udržel po 18 týdnů v rakouské hitparádě. Falco se poprvé po šesti letech vydal na koncertní turné a 27. června 1993 vystoupil ve Vídni na Donauinsel před 100.000 diváky. Byl to nejlepší koncert v jeho kariéře. V témže roce se také dozvěděl, že není biologickým otcem Kathariny Biancy.

### Nový umělecký pseudonym, změna stylu
V roce 1995 se Falco pod pseudonymem T>>MA opět vrátil na špici hitparád singlem „Mutter, der Mann mit dem Koks ist da“, laděným ve stylu techno.
K jeho novým projektům patřil i projekt, který již umělec nestačil dokončit, a na jehož základě již neměl dále vystupovat jako živá osoba, ale v kybernetické podobě. Z této doby se dochovala série snímků pořízených pro tento projekt.
V roce 1995 také působil ve Vídeňské škole poezie – Schule für Dichtung, v jejímž vedení stojí umělecký ředitel Christian Ide Hintze. Posledním singlem, vydaným za jeho života, byl singl „Naked“ v roce 1996, jehož vydavatelem byl Thorsten Börger.

### Dominikánská republika
Na jaře roku 1996 se Falco přestěhoval do Dominikánské republiky, kde bydlel ve vile v Hazienda Resort v městečku Puerto Plata. Téměř dva roky pracoval na svém novém albu, které mělo pracovní název Egoisten. Připravoval svůj návrat na evropskou hudební scénu, rovněž v Dominikánské republice budoval nové nahrávací studio. K jeho novým plánovaným projektům patřila i výše zmíněná kybernetická podoba.

### Smrt a pohřeb

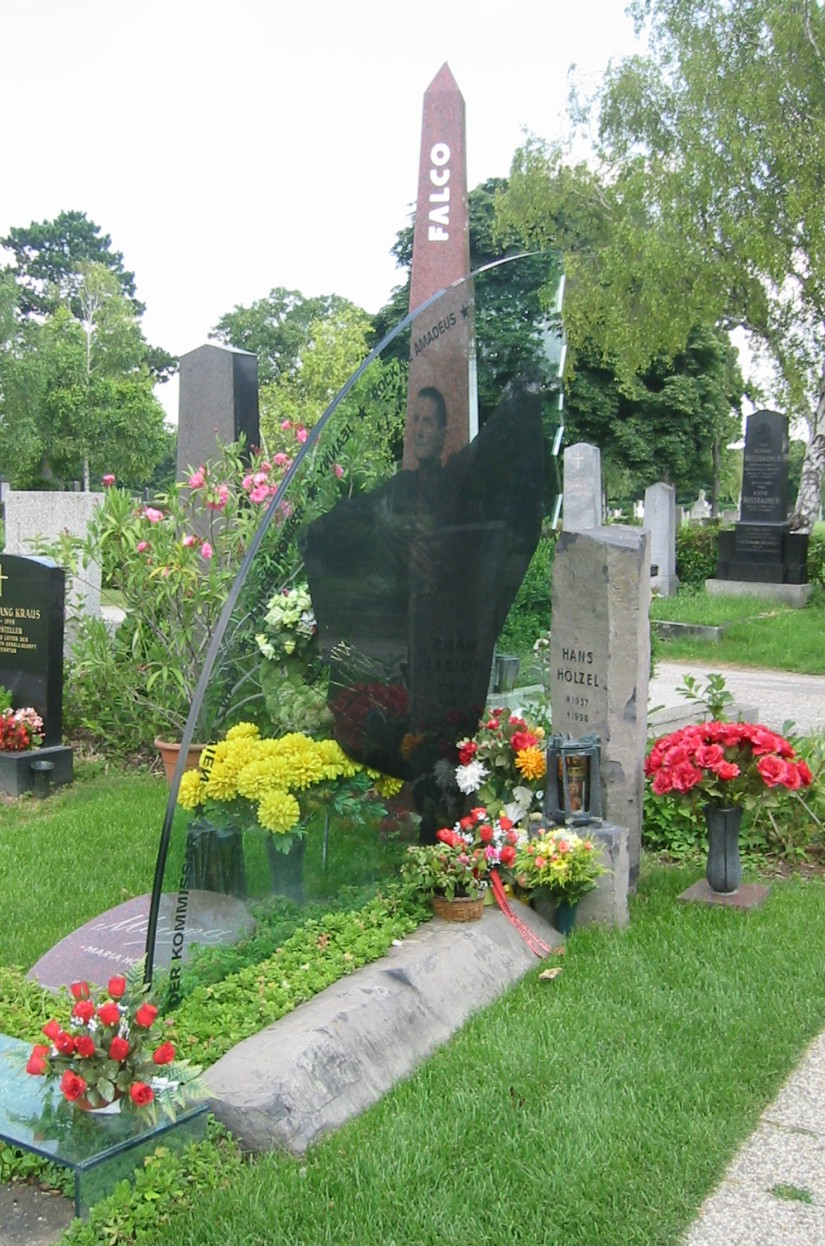
Falcův hrob na vídeňském hřbitově Zentralfriedhof.

Falco, který byl neustále nespokojený s finálními nahrávkami písní, je stále měnil a vylepšoval, takže nikdy nebude známo, zdali album Out of the Dark (Into the Light), jak bylo toto album nakonec pojmenováno, mělo vypadat tak, jak vypadá. Falco totiž dne 6. února 1998 zahynul při automobilové nehodě. Přibližně v 16.40 hod. do jeho terénního auta narazil výletní autobus (řidič jel nepřiměřenou rychlostí a strávil za to roky ve vězení) na silnici v Puerto Plata. Falco byl jedinou obětí této nehody. Posléze bylo ovšem bylo zjištěno, že měl v krvi 1,5 promile alkoholu, stopy kokainu také marihuany.
Tělo Hanse Hölzela bylo převezeno do Vídně letadlem společnosti Lauda Air, které pak bylo později pojmenováno jménem Falco. Převoz zpěvákových ostatků do Rakouska zajistil jeho dlouholetý přítel Niki Lauda. Pohřeb se konal na Ústředním vídeňském hřbitově (Zentralfriedhof) ve Vídni a zúčastnilo se jej přibližně 4 tisíce lidí.

### Posmrtně vydané dílo
Album Out of the Dark (Into the Light) bylo vydáno měsíc po smrti umělce (27. února 1998) a pilotní píseň, pojednávající ironicky právě o životě a smrti a sugerující myšlenku Falca na smrt, okamžitě začala útočit na čelní místa hitparád. Text a obsah písně, který byl však ne zcela správně pochopen veřejností, způsobil mylně všeobecně přijatý názor o umělcově sebevraždě.
V roce 1999 byl vydán singl „Push! Push!“, a k němu byl natočen snímek vytvořený tak, aby působil dojmem živého koncertu. Podklady pro tvorbu videa byly převzaty z Falcova Live vystoupení v Excalibur City.
Bylo také vydáno album Verdammt wir leben noch se skladbami do té doby nevydanými. V průběhu následujících let byly vydávány různé kompilace (viz níže uvedený přehled).

### Falco ve filmu
Život Falca byl natolik zajímavý, že se ho rozhodl rakouský režisér Thomas Roth zfilmovat. Tento téměř dvě hodiny trvající film, se objevil v kinech během roku 2008 u příležitosti 10 let od Falcova úmrtí. Tento životopisný film se jmenuje Falco – Verdammt, wir leben noch!.

### Pocty zpěvákovi, různé vzpomínkové akce
V roce 1999 vydali bratři Bollandové singl Bolland&Bolland feat. Alida – Tribute to Falco, který je epitafem pro tohoto umělce.
V roce 2000 představil Theater des Westens z Berlína muzikál s názvem Falco Meets Amadeus, který je hrán dodnes, a je fantazií vyprávějící o životě Falca ilustrovanou jeho písněmi.
Na počest zpěváka byl v roce 2000 hrán ve vídeňském divadle Ronacher divadelní kus nazvaný F@lco – a cyber show, v němž působila řada umělcových přátel z vídeňské umělecké scény.
Návaznost na tvorbu a samotnou osobnost Falca, který se svého času sám rád nazýval „kmotrem bílého rapu“, je mimo jiné možno najít v písni „Mope“ z roku 2000 skupiny Bloodhound Gang (zpěv Laura Branigan) a také ve skladbě "NDW2005" z roku 2005 německého rapera, který vystupuje pod pseudonymem Fler.
I mnoho let po své smrti dává o sobě Falco vědět. Se svým DVD albem Hoch wie nie byl nominován na cenu Amadeus-Awards v kategorii nejlepší hudba na DVD. Již v roce 2005 zvítězil v této kategorii se svým DVD L.I.V.E. Donauinsel.

### Ceny a vyznamenání udělené za života
- Goldene Europa
  - 1982 Künstler des Jahres – umělec roku
  - 1986 Künstler des Jahres – umělec roku

- Bravo Otto
  - 1985 1. místo
  - 1986 1. místo

### Ceny a vyznamenání udělené posmrtně
- Echo
  - 1999 Ocenění za celoživotní dílo

- Amadeus Austrian Music Award
  - 2000 ocenění za životní dílo a ocenění jako národní pop/rockový umělec
  - 2005 Musik-DVD des Jahres – cena za nejlepší DVD roku – za DVD „Live Donauinsel + Stadthalle Wien“
  - 2007 Musik DVD des Jahres – cena za nejlepší DVD roku – za DVD „Hoch wie nie“

## Diskografie
- Einzelhaft (1982)
- Junge Roemer (1984)
- Falco 3 (1985)
- Emotional (1986)
- Wiener Blut (1988)
- Data de Groove (1990)
- Nachtflug (1992)
- Out of the Dark (Into the Light) (1998)
- Verdammt wir leben noch (1999)
- The Spirit Never Dies (2009)